# Кологривова, Елизавета Васильевна
Елизаве́та Васи́льевна Кологри́вова (псевдонимы: Фан-Дим Фёдор, Ван Дим Фёдор; урождённая Попова; 1809, село Благодать Ефремовского уезда Тульской губернии — 31 июля 1884, Париж) — русская писательница и переводчица.

## Биография
Из дворянской семьи. Получила хорошее домашнее воспитание; владела французским, немецким, английским, итальянским языками. Жена Н. Н. Кологривова, подполковника в отставке (с 1838 чиновник Почтового департамента, в 1844—1858 начальник 1 отделения петербургского Главархива Министерства иностранных дел; с 1856 статский советник). К 1838 Кологривовы перебрались в Санкт-Петербург. Кологривова сблизилась с кругом журналов «Маяк» и «Библиотека для чтения» и принимала заметное участие в литературной жизни первой половины 1840-х годов, устроила литературный салон.
В 1843 ездила с мужем в Париж. Будучи сторонницей женской эмансипации, Кологривова замыслила в 1845 издавать журнал «Женский вестник». Однако ей пришлось принять на себя воспитание племянников и в том же году она уехала в деревню, оставив литературную деятельность. В 1849 Вельтман приглашал Кологривову, жившую к тому времени в Санкт-Петербурге, к сотрудничеству в «Москвитянине»; она, насколько известно, к литературным занятиям не вернулась.
В 1860 с уволенным из Министерства иностранных дел в 1858 мужем уехала в Париж. На вечерах у Кологривовых в 1861 бывали С. Л. Левицкий, Ф. П. Толстой, Н. Ф. Щербина и другие. Судя по отрывочным сведениям, Кологривова принимала участие в снабжении госпиталей и организации работ для женщин во время франко-прусской войны 1870—1871, затем бежала от Парижской коммуны в Бельгию. Завещала всё своё состояние Парижской Академии наук.
Похоронена на кладбище Пер-Лашез.

## Литературная деятельность
Играла роль хозяйки в организованном ею литературном салоне славянофильской ориентации. Выступала с осуждением «Отечественных записок» и «Литературной газеты».
Писала романы из жизни света: «Голос за родное» («Маяк», 1841, ч. 19— 21; отдельное издание Санкт-Петербург, 1842, 1843); «Александрина» (первая глава — «Русский вестник», 1841, т. 2; полностью — «Русская беседа. Собрание сочинений русских литераторов», т. 1, Санкт-Петербург, 1841; отдельное издание — Санкт-Петербург, 1855); «Два призрака» (ч. 1—4, Санкт-Петербург, 1842). Критика отмечала образованность и начитанность писательницы, но упрекала в подражании А. А. Бестужеву-Марлинскому, в книжности, напыщенности, приторной чувствительности, стилистических погрешностях. В. Г. Белинский роман «Два призрака» назвал «четырёхтомным нулём» и отнёс к «изнанке литературы». Н. А. Некрасов находил занимательными лишь немногие страницы, посвящённые описаниям балов и вечеров. К недостаткам её произведений относятся многословные пространные рассуждения, отступления, риторические обращения, морализаторские сентенции, композиционная растянутость, к немногим удачам писательницы — занимательные повороты сюжета, отдельные колоритные описания и детали.
Из оригинальных произведений Кологривовой выделяется повесть «Хозяйка» («Библиотека для чтения», 1843, т. 56), написанная под влиянием Н. В. Гоголя («Портрет»). Повесть причисляют к фантастическому течению русского романтизма. «Хозяйка» выражает идею иррациональности творчества, власти «идеального» над художником, обречённости попыток постижения тайны искусства.

## Перевод Данте
В историю литературы Кологривова вошла как автор первого полного перевода на русский язык «Ада» из «Божественной комедии» Данте (Санкт-Петербург, 1842—1843; второе издание в сборнике «Европейские классики в русских переводах», под редакцией П. И. Вейнберга, вып. 4, Санкт-Петербург, 1875). Выполненный в прозе, перевод Кологривовой отличался точностью, относительной лёгкостью языка, он удачно передавал экспрессивность подлинника. Критика благожелательно встретила перевод; В. Г. Белинский отмечал целесообразность и преимущества прозаического перевода Данте.

## Издания
- Хозяйка. — В сборнике: Дача на Петергофской дороге. Проза рус. писательниц 1-й пол. XIX в. Москва, 1986 (сост., вступ. ст. и прим. В. В. Учёновой).